# おはこ寄席
『おはこ寄席』（おはこよせ）は、1968年6月9日から同年9月29日まで日本テレビ系列局で放送されていた読売テレビ製作の演芸番組である。全17回。タイガー魔法瓶工業（現・タイガー魔法瓶）の一社提供。放送時間は毎週日曜 12:15 - 12:45 （日本標準時）。

## 概要
毎回漫才・落語界のスターを1組迎え、自分たちが「おはこ」にしている芸を披露してもらっていた。当時流行していた演芸番組の1つであるが、通常の演芸番組が2 - 3組の演者を出演させていたのに対し、この番組は1組のみに限定。持ち時間も18分と長めに設定していた。タイトルの「おはこ」とは、十八番と司会の海原お浜・小浜の略称を掛けたものである。

## 出演者

### 司会
- 海原お浜・小浜

### 演者
1. 夢路いとし・喜味こいし
2. 中田ダイマル・ラケット
3. 横山ホットブラザーズ
4. ミスワカサ・島ひろし
5. 平和ラッパ・日佐丸
6. 島田洋之介・今喜多代
7. 上方柳次・柳太
8. ドンキーカルテット
9. 砂川捨丸・中村春代
10. Wけんじ
11. 桂春団治
12. かしまし娘
13. 東京コミックショウ
14. ゼンジー中村・北京
15. 東京二・京太
16. 晴乃ピーチク・パーチク
17. 東京ぼん太